# 彭瑞骢
彭瑞骢（1923年8月4日—2015年1月7日），祖籍江苏省吴县，生于北京，中国公共卫生学家、医学哲学与伦理学家、医学教育家，曾任北京医学院党委书记、北京医科大学党委书记。